# Mistresses (Britse televisieserie)
Misstresses  is een Britse televisieserie die het leven volgt van vier vriendinnen en hun complexe relaties. Het eerste seizoen ging van start op 8 januari 2008 en telde zes afleveringen. Het tweede seizoen ging van start op 17 februari 2009 en het derde en laatste seizoen op 5 augustus 2010. De serie kreeg een Amerikaanse remake, die vier seizoenen liep en 54 afleveringen telde. 

## Hoofdrolspelers
| Acteur         | Karakter           |
| -------------- | ------------------ |
| Sarah Parish   | Katie Roden        |
| Sharon Small   | Trudi Malloy       |
| Shelley Conn   | Jessica Fraser     |
| Orla Brady     | Siobhan Dillon     |
| Adam Rayner    | Dominic Montgomery |
| Flossie Ure    | Gina Malloy        |
| Patrick Baladi | Richard Dunlop     |

- (en)   Mistresses in de Internet Movie Database